# もっとTV
もっとTV（もっとティーブイ）は2015年3月15日にサービス終了した、日本の民放キー局5局と電通が共同で推進するインターネットテレビにおけるビデオ・オン・デマンド (VOD) サービスである。

## 概要
日本テレビ放送網・テレビ朝日・TBSテレビ・テレビ東京・フジテレビジョンの民放キー局5局と、電通が共同で推進するテレビ向けVODサービスで2012年4月1日にサービスを開始した 。サービス開始後にNHKオンデマンドも参加して民放キー局5局とNHKのVODサービスの事業者が出そろった。各放送局がコンテンツを提供し、電通がシステムを提供する。
対応機種の普及の伸び悩みなどにより、サービスの新規登録は2014年12月22日13時で終了しており、今後は2015年1月31日20時59分をもってコンテンツの新規販売を終了、同2月28日23時59分をもって月額見放題パックの販売終了、同3月15日23時59分で全コンテンツの視聴を終了した。

## 対応機種
2014年9月現在、テレビではパナソニック「ビエラ」・東芝「レグザ」・LGエレクトロニクス「Smart TV」、ブルーレイ/DVDレコーダーではパナソニック「ディーガ」が対応していた。
他に、Android OS搭載のスマートフォン（docomo・au・ソフトバンクモバイル・ディズニー・モバイル）やタブレット（REGZA Tablet・ARROWS Tab・Nexus 7）に対応アプリをインストールすることで視聴できた。

## 決済方法
- クレジットカード決済。
- 各携帯電話業者のまとめ払い。

## 注意点
- 番組をテレビでスムーズに試聴するためには、実効速度で10 Mbps以上のブロードバンドインターネット接続環境が推奨されている。また、スマートフォンやタブレットではWi-Fi接続環境での視聴が勧められている[4]。
- パソコンからの視聴には対応していない[4]。

## 参加VODサービス事業者
- 日テレオンデマンド
- テレ朝動画
- TBSオンデマンド
- テレビ東京オンデマンド
- フジテレビオンデマンド
- NHKオンデマンド